# Takashi Koshimoto
Takashi Koshimoto (越本 隆志, Koshimoto Takashi) est un boxeur japonais né le 5 janvier 1971 à Fukuoka.

## Carrière
Passé professionnel en 1992, il devient champion du Japon des poids plumes en 1996 puis champion d'Asie OPBF en 2001 et champion du monde WBC de la catégorie le 29 janvier 2006 après sa victoire aux points contre Chi In-jin. Koshimoto est en revanche battu par Rodolfo López le 30 juillet 2006 et décide alors de mettre un terme à sa carrière sur un bilan de 39 victoires, 2 défaites et 2 matchs nuls.